# Planiemen
Planiemen Wesolowska & van Harten, 2007 è un genere di ragni appartenente alla famiglia Salticidae.

## Descrizione
Questa specie ha una colorazione abbastanza scura per quasi tutto l'anno. La sua forma arrotondata fa sì che il cefalotorace e l'opistosoma sono all'incirca uguali e dal diametro non superiore ai 2 millimetri.

## Distribuzione
L'unica specie nota di questo genere è stata rinvenuta in alcune località dello Yemen.

## Tassonomia
A maggio 2010, si compone di una specie:
- Planiemen rotundus (Wesolowska & van Harten, 1994)[3]  — Yemen